# Pancéřový klín

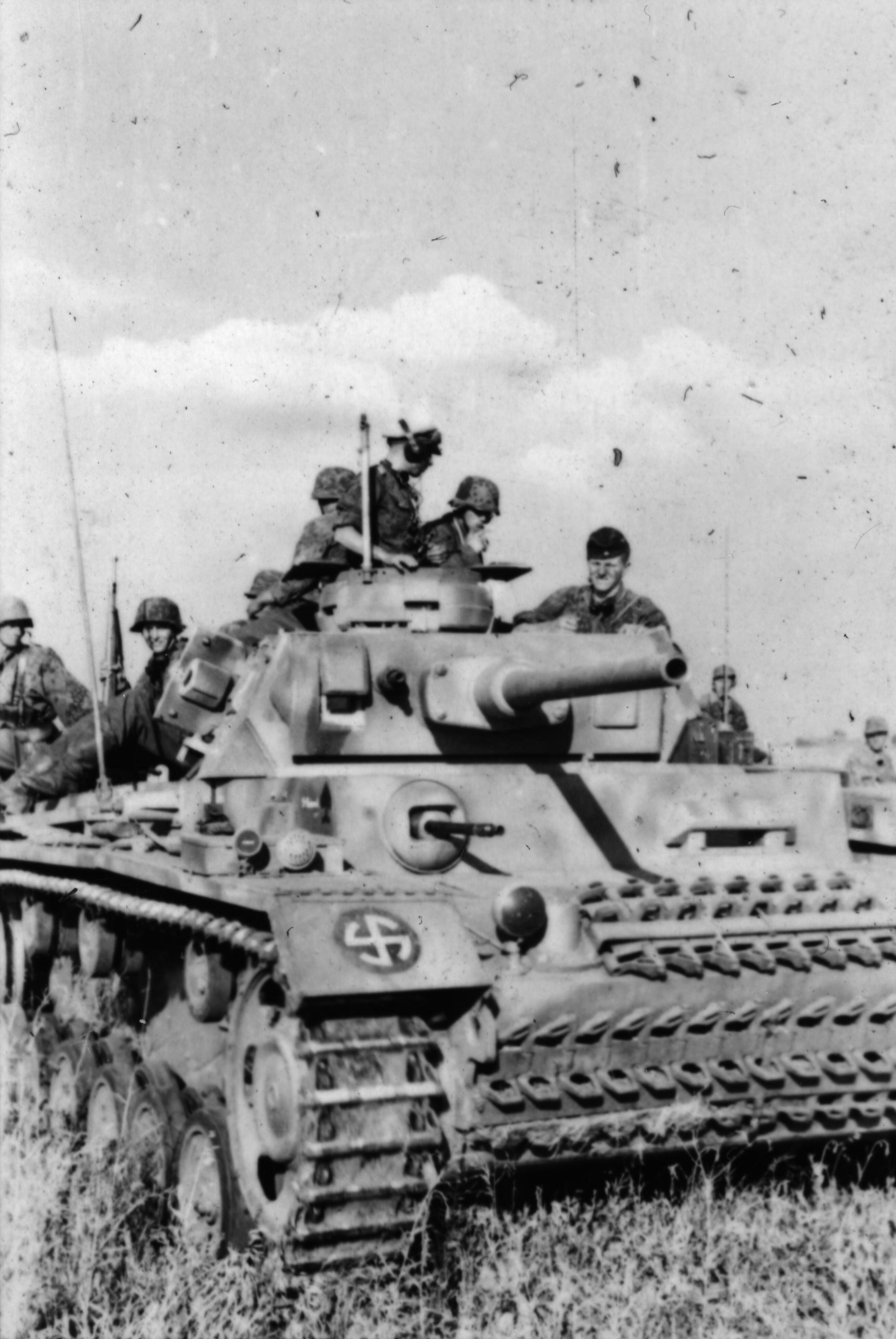
Německé jednotky v Rusku

Pancéřový klín (německy Panzerkeil) byla útočná taktika německé armády na východní frontě druhé světové války. Byla vyvinuta jako odpověď na sovětské používání původně německé obranné taktiky pakfront.
Tzv. pancéřový klín byla formace obrněných vozidel, především tanků, v formaci ve tvaru klínu. Špici klínu tvořily nejobrněnější vozidla. Smyslem taktiky bylo znemožnit v důsledku hloubky formace pancéřového klínu protitankovým dělům pakfrontu protivníka přesné zaměření na cíl a soustředit palbu těchto děl na nejobrněnější vozidla ve špici formace.
Taktika pancéřových klínů zaznamenala jen omezený úspěch. Během operace Citadela umožnila německé armádě prorazit na některých místech sovětskou obranu, ale na jiných místech naopak vedla k neúspěchu a velkým německým ztrátám.